# 卡努杜斯
卡努杜斯（葡萄牙語：Canudos）是巴西巴伊亚州的一个市镇。总面积2984.883平方公里，总人口13889人，人口密度4.7人/平方公里。